# مقاطعة لينكون (نبراسكا)
مقاطعة لينكون (بالإنجليزية: Lincoln County)‏ هي إحدى مقاطعات ولاية نبراسكا في الولايات المتحدة الأمريكية.